# Viva Kids vol.1
Viva Kids vol.2 è il dodicesimo e il primo album in studio per bambini della cantante messicana Thalía, pubblicato nel 2014.

## Tracce
1. Tema de Chupi
2. Vamos a Jugar
3. El piojo y la pulga
4. El garabato colorado
5. La risa de las vocales
6. Caballo de palo
7. En un bosque de China
8. Sugar Rush
9. Las mañanitas
10. Osito carpintero
11. Estrellita